# Fattigsmühle
Fattigsmühle ist ein Gemeindeteil der Gemeinde Töpen im Landkreis Hof (Oberfranken, Bayern).

## Lage
Die Fattigsmühle, eine Einöde, befindet sich südwestlich von Töpen. Verkehrsmäßig ist sie auf der Bundesstraße 2 und der Kreisstraße HO 2 über den Gemeindeteil Isaar sowie per Boot auf der Saale zu erreichen. Sie liegt im Saaletal in einer naturnahen Landschaft.

## Geschichte
Die Fattigsmühle war einst ein Rittersitz mit dem Namen Der kleine Saalenstein aus dem Jahr 1677, dann eine Mühle. Die Familie Dobeneck besaß im Mittelalter im Gebiet um Hof mehrere Anwesen, beispielsweise in Rudolphstein und auch die Fattigsmühle. Der Zedtwitzer Adel war dort ebenfalls sesshaft. Das Fachwerkhaus ist sehr gut erhalten, der ehemalige Mühlenbetrieb nicht mehr funktionsfähig. Das Gebäude und das Nebengelass stehen unter Denkmalschutz. Heute ist die Fattigsmühle ein Baudenkmal und ein Restaurant mit Biergarten.

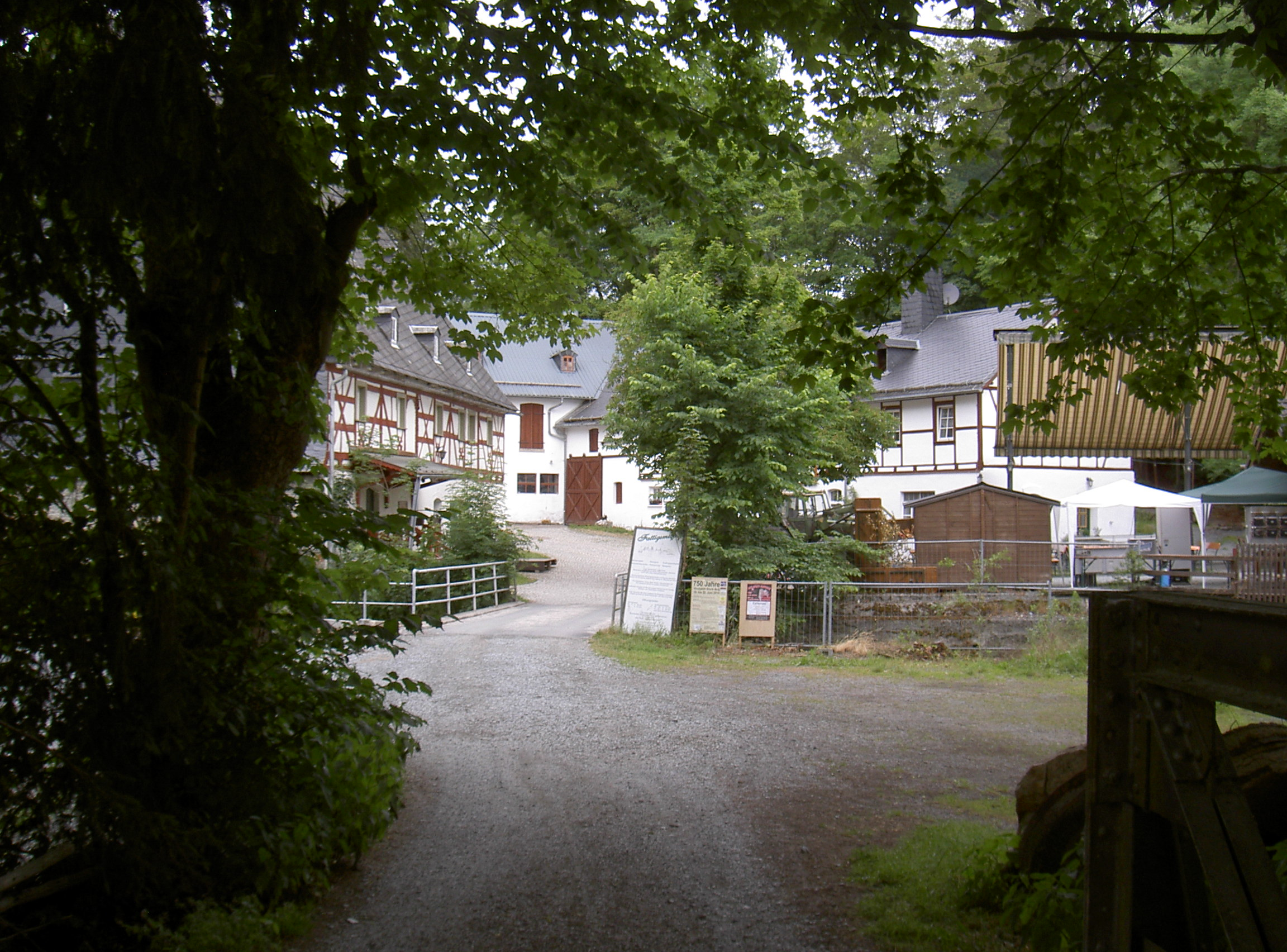
Fattigsmühle mit Nebengebäuden und Durchgangsweg
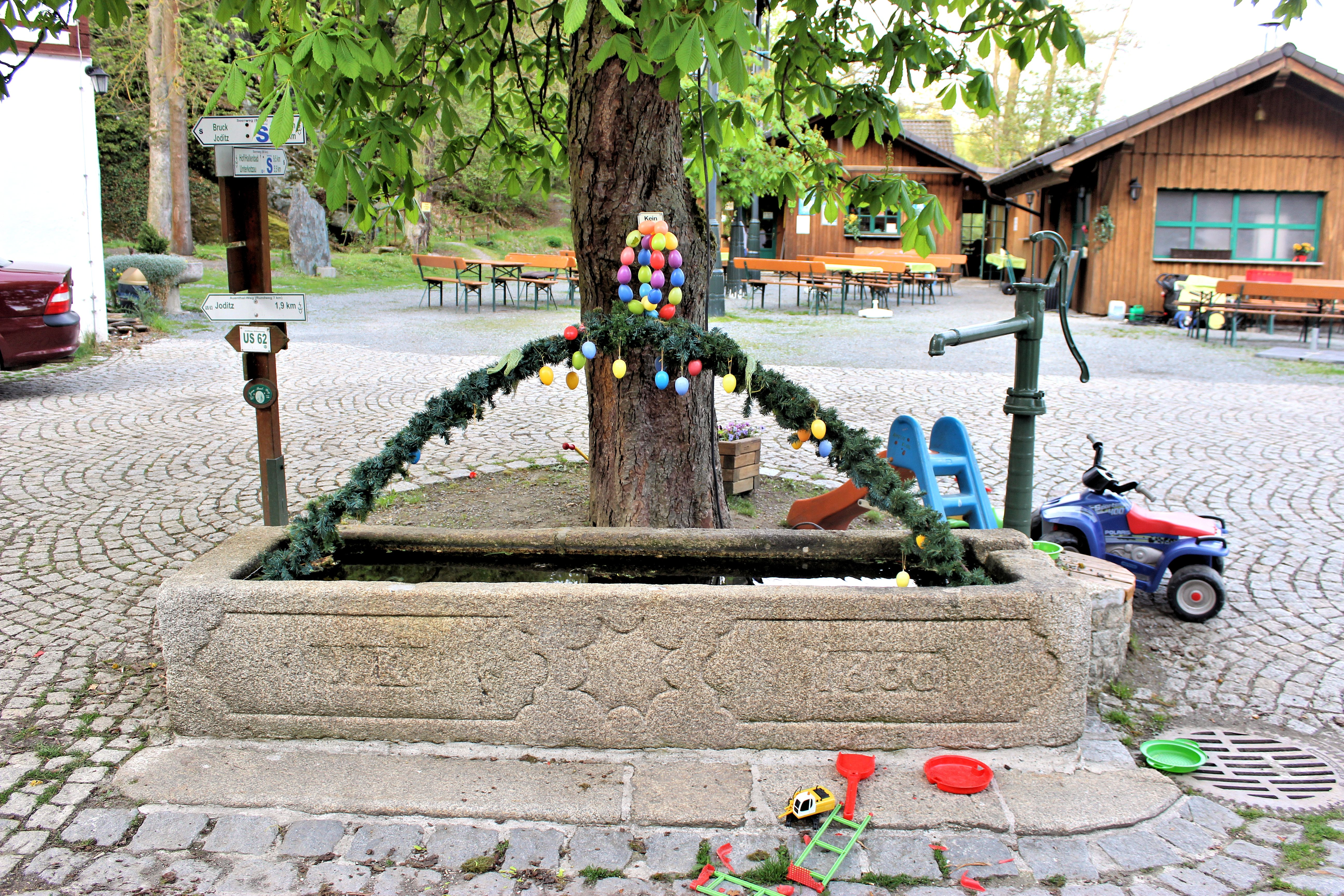
Brunnen an der Fattigsmühle mit Restaurant und Biergarten (Ostern 2017)